# 笹尾融理亜
笹尾 融理亜（ささお ゆりあ、1977年5月14日 - ）は日本の俳優、ファッションモデル。東京都出身。日本大学豊山高等学校、日本大学国際関係学部国際関係学科卒業。ドーモ所属。

## 主な出演

### テレビドラマ
- キッズ・ウォー3 (CBC制作・TBS系列)
- SHIBUHARA GIRLS2 (MTV)
- カンブリアン ウォーズ (NHK BSプレミアム)
- なでしこ隊 (フジテレビ)
- RESCUE〜特別高度救助隊 (TBS)

### 映画
- 夢の中へ（2005年）
- 俺は、君のためにこそ死ににいく（2007年）
- クローズZERO2 (2009年)

### CM
- ダイハツ
- DIY生命
- Free(KIRIN)
- docomoPRIM N-06A
- マクドナルドシナモンメルツ
- NEC
- WOWOW プライム
- HONDA N-BOX 「みんなのN 出産」篇
- docomo iphone ipad「スキー篇」

### 舞台
- チェリーブロッサムハイスクールPlay3「まるで算数を知らないこどもたち」
- チェリーブロッサムハイスクールPlay7「ヒメ」

### 広告
- リクルート
- マイルドセブン
- グローバルワーク
- パナソニックDIGA
- アサヒビールスーパードライ
- グンゼ
- JiG Paradise
- MAZDA CX-5
- SPICY COLOR(WEB)
- GLOBAL WORK(WEB)
- 三井住友不動産レジデンシャル　パークホームズ豊洲
- jin's classic

### 雑誌
- Free&Easy
- smart HEAD
- ミセス

### カタログ
- 千趣会
- TiCTaC

### その他
- kappa & phenix
- UNITED ARROWS×誉田屋